# Kostel svatého Prokopa (Prášily)
Kostel svatého Prokopa stával v Prášilech na Klatovsku. Na místě původní dřevěné kaple ho nechal v letech 1802–1803 vystavět majitel panství, kníže Josef II. ze Schwarzenbergu.
Kostel byl v 50. letech zahrnutý do pohraničního pásma a užíván armádou. Postupně zchátral a v roce 1979 byl odstřelen.
Jeho pozůstatky jsou chráněny jako kulturní památka.

## Historie
Poté, co se obec Prášily 5. února 1952 stala součástí vojenského újezdu Dobrá Voda, byl kostel předán do užívání armády. V roce 1960 byl adaptován na kulturní dům, kde se promítaly filmy. Pro tento účel se ze sakristie stal výčep, do hlavní lodi byla doplněna dvoje kamna a zvenčí byly po stranách věže přistavěny záchody. Později byl kostel používán jako tělocvična. V 70. letech už sloužil jen jako přístřešek pro dobytek.
Když se kvůli absenci údržby začala naklánět věž, vydali plzeňští památkáři 14. listopadu 1977 souhlas se zbouráním kostela. Dne 4. ledna 1979 byl odstřelen.

## Popis
Kostel byl jednolodní, obdélný se zaoblenými nárožími. Loď měla rozměry 18,4 x 10,77 m a polokruhově zakončený presbytář. K němu byla připojena obdélná patrová sakristie s oratoří na severní straně. V západním průčelí se nacházela hranolovitá věž s mansardovou plechovou bání.
Loď i presbytář byly plochostropé. Uvnitř kostela se nacházely tři oltáře z roku 1855.

## Hřbitov
Severně od kostela se nachází hřbitov. Za komunistického režimu byl zdevastován, z hrobů byly ulámány kříže. Po změně režimu byl pietně upraven.
Dne 2. července 2022 byl vysvěcen nový hřbitov, který ke starému přiléhá ze severovýchodu. Jeho součástí je kaple bez střechy. „Navrhoval jsem ji původně se střechou, nenašlo se na ni ale místo v rozpočtu, nakonec jsem přišel na to, že bez střechy má kaple silnou atmosféru. V 50. letech tady vypadaly domy stejně, většinou jim chyběly střechy, takže ta kaple bez střechy je připomínkou staré Šumavy,“ uvedl její autor, místní architekt Ivan Adam. Uvnitř kaple je umístěna deska se jmény českých i německých rodin, které v Prášilech žily.

## Fotogalerie kostela

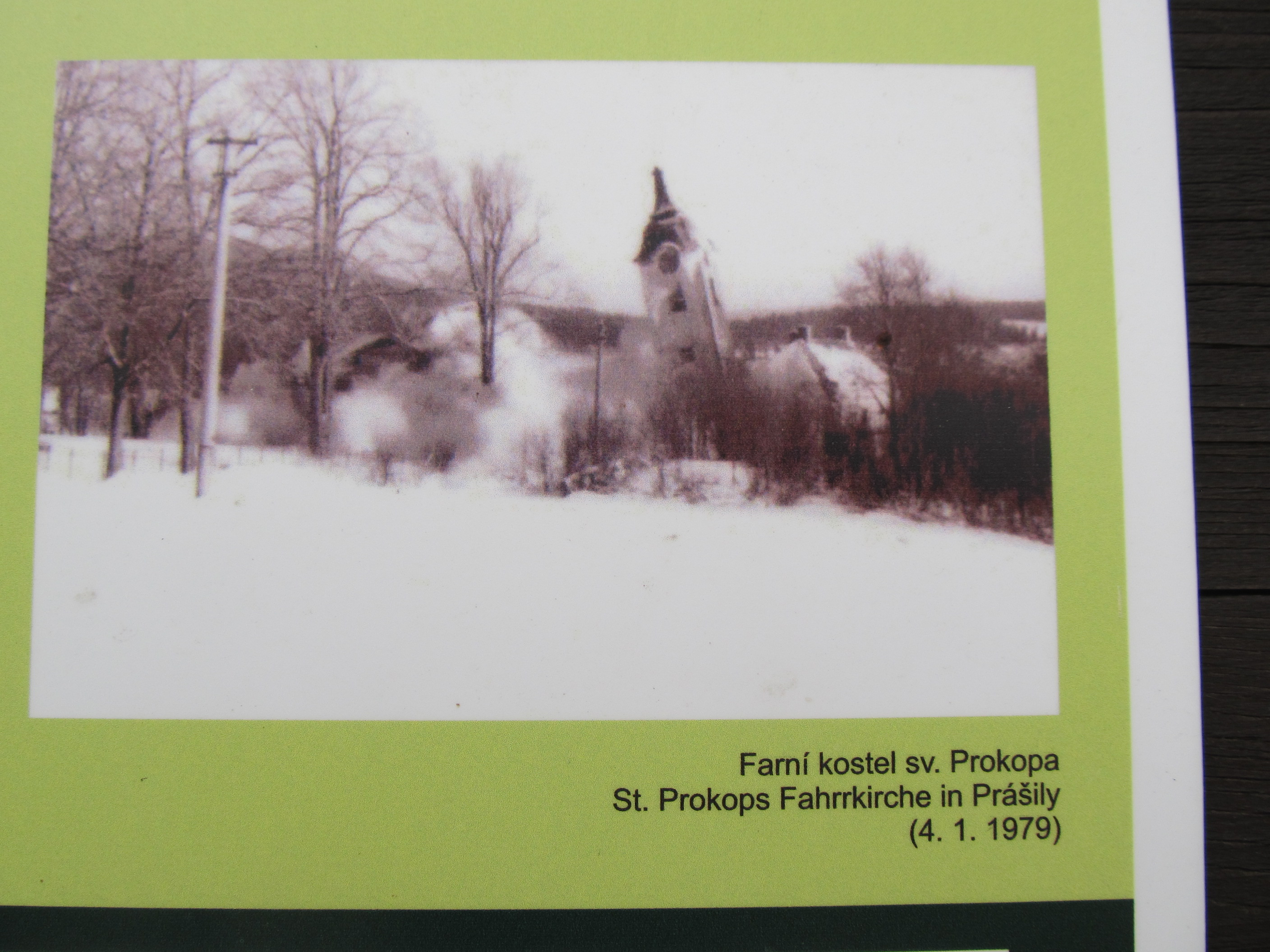
Snímek odstřelu
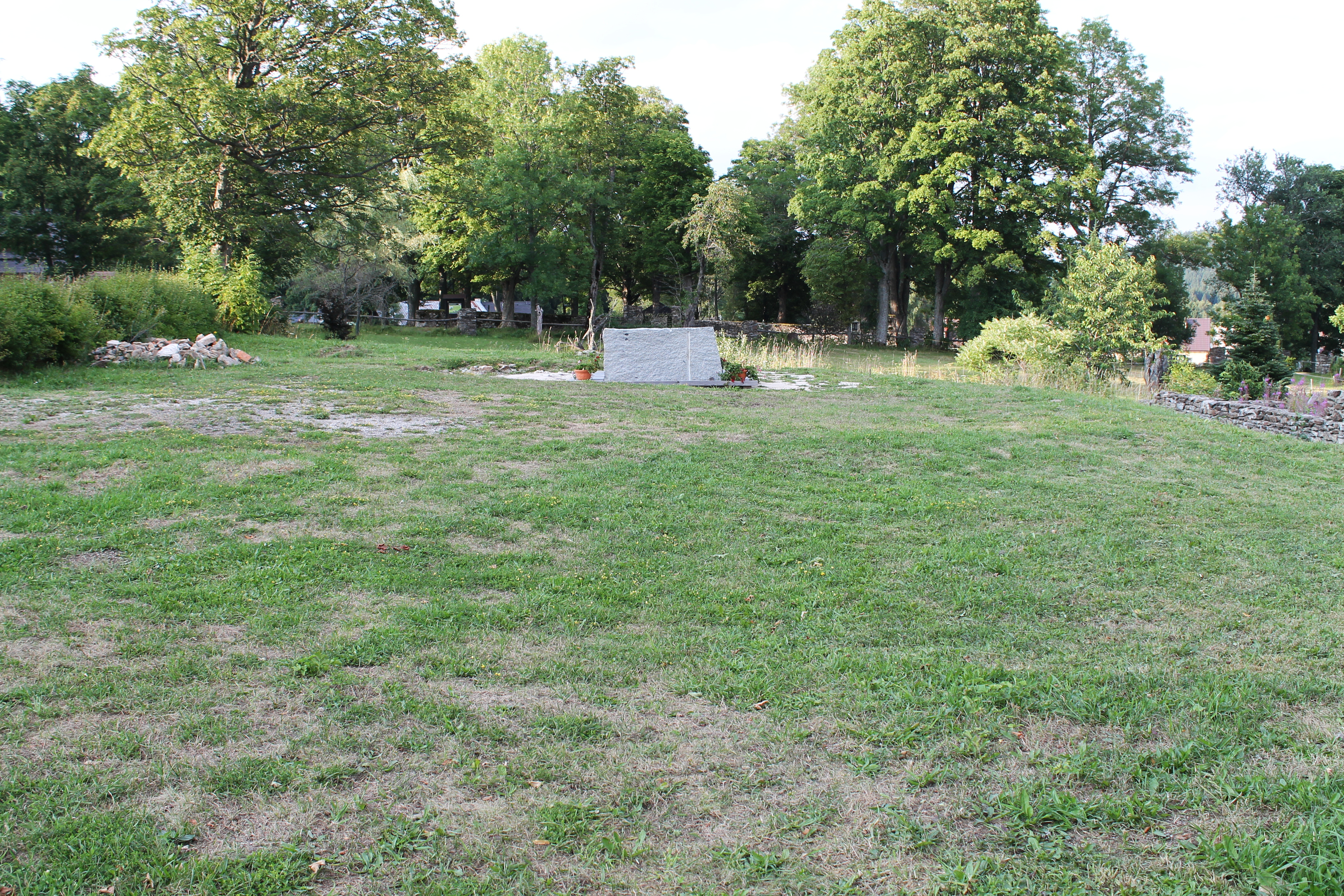
Prostor kostela 2013
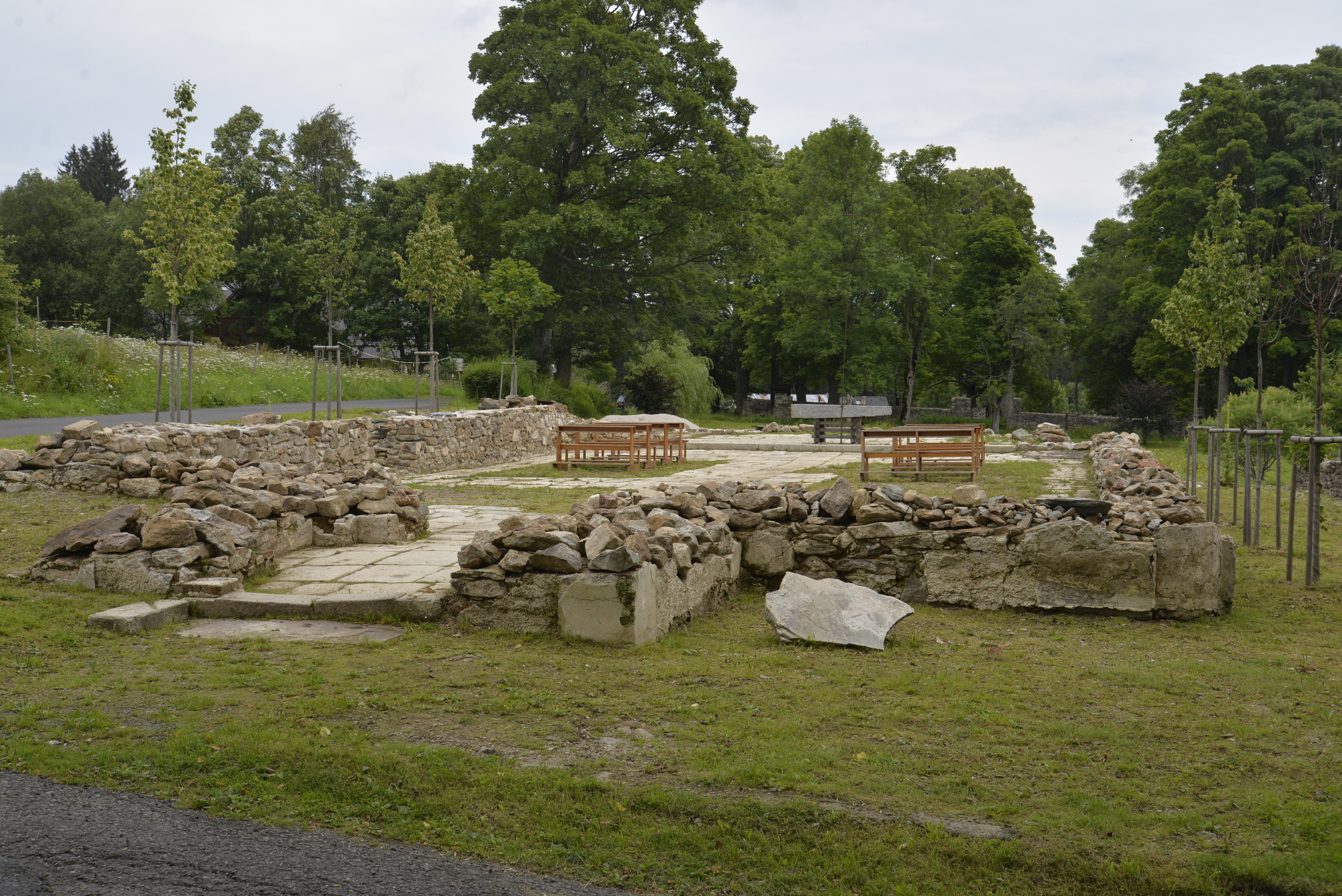
Stav v roce 2016
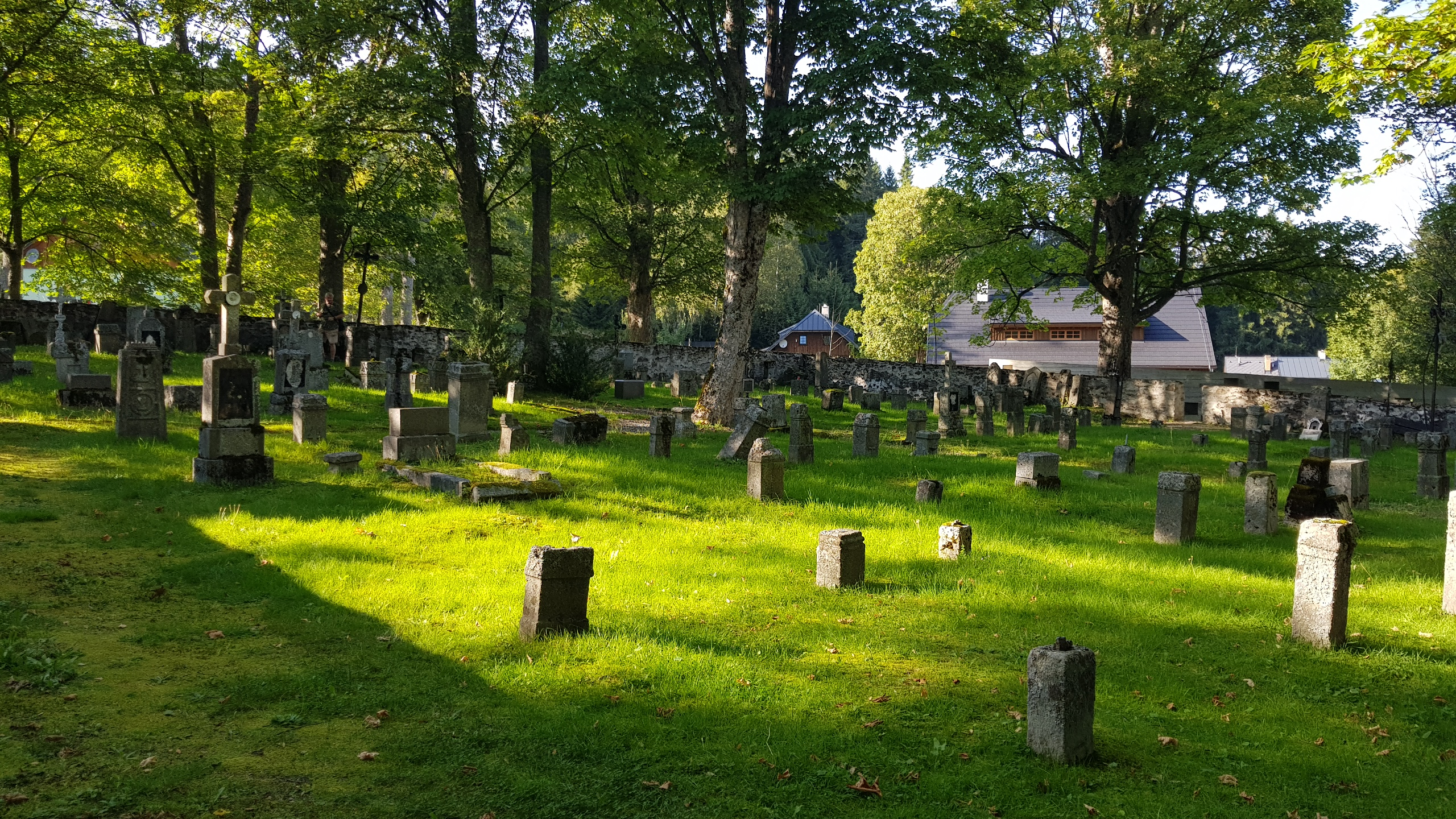
Hřbitov severně od kostela
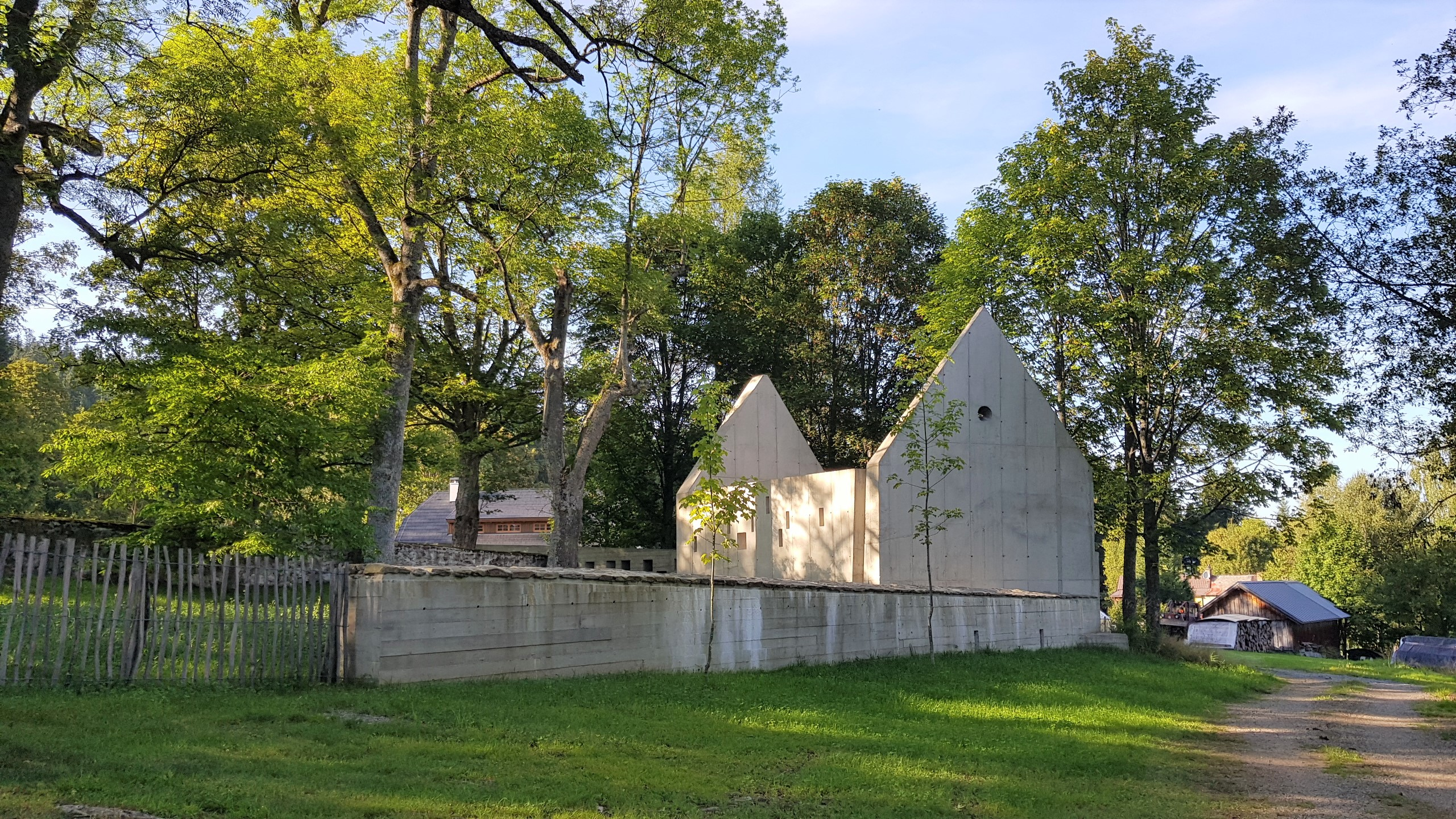
Hřbitovní kaple